# Primera fila Tour
Es la octava gira de la cantante mexicana, Yuridia. La gira fue confirmada por la artista, abriendo fechas en los recintos musicales más importantes de México, incluyendo el Auditorio Nacional de la Ciudad de México y el Auditorio citiBanamex de Monterrey. También conciertos promocionales para estaciones de radio y ferias en Morelos, Chiapas y Querétaro.
La cantante reveló que había planes para recorrer la República Mexicana, los Estados Unidos y parte de Centro y Sudamérica.

## Lista de canciones
|
Setlist 1
- Intro: Desierto

La lista de canciones no representa todas las fechas de la gira.
1. Llévame
2. Ahora entendí
3. En su lugar
4. ¿Que nos pasó?
5. Irremediable
6. Respóndeme tú
7. Como yo nadie te ha amado
8. Polos opuestos / Noche de copas / Cuento
9. Que nadie se entere
10. Ya es muy tarde
11. Lo que son las cosas
12. La duda
13. Te equivocaste
14. Se va a terminar / No la beses
15. Si quieres verme llorar
16. Ángel
17. Alguna vez
18. Señora
19. Ya te olvide
20. Cobarde
21. Habla el corazón / Otro día más
22. Como yo te amo / Detrás de mi ventana / Maldita primavera

Encore:
1. Amigos no por favor

## Recepción
La primera fecha en el Auditorio Nacional se agotó en solo un mes, asegurando la demanda para la segunda y tercera fecha, anunciadas para los días 11 y 12 de mayo. Después de un largo recorrido en Estados Unidos y ciudades en la República Mexicana, la intérprete revela una cuarta fecha del tour en el Auditorio Nacional, a semanas de la presentación, esta también fue agotada.
La demanda para una gira nueva y fresca era inminente. Después de varias fechas agotadas por todo el país, muchos alaban la producción, baile y talento de la cantante.
El 22 de septiembre, en la cuarta presentación en el Auditorio Nacional de la Ciudad de México, su promotora OCESA Seitrack reconoce a Yuridia por sus más de 101 presentaciones del Desierto Tour. También le otorgan tres Discos de Platino por el sencillo Amigos No Por Favor de su más reciente producción.

## Fechas de la gira
| Fecha            | Ciudad                     | País           | Lugar                                       |  |
| ---------------- | -------------------------- | -------------- | ------------------------------------------- |  |
| 2018             |                            |                |                                             |  |
| Norteamérica     |                            |                |                                             |  |
| 10 de febrero    | Emiliano Zapata            | México         | Estadio General Emiliano Zapata             |  |
| 14 de febrero    | Pachuca                    | México         | Auditorio Gota de Plata                     |  |
| 17 de febrero    | Iguala                     | México         | Feria de la Bandera                         |  |
| 2 de marzo       | Guadalajara                | México         | Auditorio Telmex                            |  |
| 4 de marzo       | San Juan del Río           | México         | Plaza Independencia                         |  |
| 16 de marzo      | Tapachula                  | México         | EXPO Feria Tapachula                        |  |
| 17 de marzo      | Irapuato                   | México         | INFORUM                                     |  |
| 1 de abril       | Cuernavaca                 | México         | Plaza de Armas                              |  |
| 4 de abril       | San Cristóbal de Las Casas | México         | Teatro del Pueblo                           |  |
| 7 de abril       | Ciudad de México           | México         | Auditorio Nacional                          |  |
| 14 de abril      | Monterrey                  | México         | Auditorio citiBanamex                       |  |
| 21 de abril      | Puebla                     | México         | Palenque de la Feria                        |  |
| 22 de abril      | Tepatitlán de Morelos      | México         | Palenque Tepabril                           |  |
| 28 de abril      | Acapulco                   | México         | Fórum de Mundo Imperial                     |  |
| 29 de abril      | Morelia                    | México         | Expo Fiesta Michoacán                       |  |
| 30 de abril      | Temapache                  | México         | Feria de la Naranja                         |  |
| 2 de mayo        | Aguascalientes             | México         | Foro de las Estrellas                       |  |
| 4 de mayo        | Metepec                    | México         | Feria de San Isidro Metepec                 |  |
| 5 de mayo        | Ciudad Cuauhtémoc          | México         | Polideportivo                               |  |
| 10 de mayo       | Xalapa                     | México         | Gimnasio de la USBI                         |  |
| 11 de mayo       | Ciudad de México           | México         | Auditorio Nacional                          |  |
| 12 de mayo       | Ciudad de México           | México         | Auditorio Nacional                          |  |
| 16 de mayo       | Comalcalco                 | México         | Feria Comalcalco                            |  |
| 20 de mayo       | Ciudad Obregón             | México         | Foro de Estadio                             |  |
| 24 de mayo       | Chihuahua                  | México         | Feria Santa Rita                            |  |
| 25 de mayo       | Ciudad Juárez              | México         | Estadio Jaime Canales Lira                  |  |
| Sudamérica       |                            |                |                                             |  |
| 28 de mayo       | Lima                       | Perú           | Miraflores                                  |  |
| 29 de mayo       | Lima                       | Perú           | Miraflores                                  |  |
| 30 de mayo       | Quito                      | Ecuador        | El Teatro                                   |  |
| 31 de mayo       | Quito                      | Ecuador        | El Teatro                                   |  |
| 1 de junio       | Guayaquil                  | Ecuador        |                                             |  |
| Norteamérica     |                            |                |                                             |  |
| 13 de julio      | Mazatlán                   | México         | International Center                        |  |
| 14 de julio      | León                       | México         | Palenque de la Feria                        |  |
| 19 de julio      | Durango                    | México         | FENADU 2018                                 |  |
| 20 de julio      | San Buenaventura           | México         | Feria San Buena                             |  |
| 21 de julio      | Torreón                    | México         | Coliseo Centenario                          |  |
| 28 de julio      | Arandas                    | México         | Teatro del Pueblo                           |  |
| 3 de agosto      | Milwaukee                  | Estados Unidos | Miller High Life Theatre                    |  |
| 4 de agosto      | Chicago                    | Estados Unidos | Rosemont Theatre                            |  |
| 7 de agosto      | San Francisco              | Estados Unidos | The Fillmore                                |  |
| 8 de agosto      | Sacramento                 | Estados Unidos | Ace of Spades                               |  |
| 9 de agosto      | Santa Cruz                 | Estados Unidos | The Catalyst                                |  |
| 11 de agosto     | Riverside                  | Estados Unidos | Riverside Municipal Auditorum               |  |
| 12 de agosto     | Anaheim                    | Estados Unidos | House of Blues                              |  |
| 16 de agosto     | Las Vegas                  | Estados Unidos | House of Blues                              |  |
| 17 de agosto     | Los Ángeles                | Estados Unidos | The Wiltern                                 |  |
| 18 de agosto     | San Diego                  | Estados Unidos | House of Blues                              |  |
| 23 de agosto     | Denver                     | Estados Unidos | Paramount Theatre                           |  |
| 24 de agosto     | Phoenix                    | Estados Unidos | The Van Buren                               |  |
| 26 de agosto     | El Paso                    | Estados Unidos | The Plaza Theatre                           |  |
| 30 de agosto     | Dallas                     | Estados Unidos | Majestic Theatre                            |  |
| 31 de agosto     | San Antonio                | Estados Unidos | Aztec Theatre                               |  |
| 1 de septiembre  | Hidalgo                    | Estados Unidos | State Farm Arena                            |  |
| 7 de septiembre  | Laredo                     | Estados Unidos | Sames Auto Arena                            |  |
| 8 de septiembre  | Houston                    | Estados Unidos | Arena Theatre                               |  |
| 13 de septiembre | Tijuana                    | México         | Palenque Museo del Trompo                   |  |
| 15 de septiembre | Cholula                    | México         | Plaza de la Concordia                       |  |
| 8 de octubre     | Pachuca                    | México         | Teatro del Pueblo                           |  |
| 13 de octubre    | San Luis Potosí            | México         | Plaza de Toros                              |  |
| 20 de octubre    | Mérida                     | México         | Foro GNP Seguros                            |  |
| 26 de octubre    | Toluca                     | México         | Teatro Morelos                              |  |
| 27 de octubre    | Querétaro                  | México         | Auditorio Josefa Ortiz de Domínguez         |  |
| 29 de octubre    | Guadalajara                | México         | Auditorio Benito Juárez, Fiestas de Octubre |  |
| 1 de noviembre   | Ciudad Victoria            | México         | Teatro del Pueblo                           |  |
| 3 de noviembre   | Tepic                      | México         | Palenque Tepic                              |  |
| 8 de noviembre   | Villahermosa               | México         | Palenque Tabasco                            |  |
| 11 de moviembre  | Los Ángeles                | Estados Unidos | The Forum                                   |  |
| 22 de noviembre  | Culiacán                   | México         | Palenque Culiacán                           |  |
| 29 de noviembre  | Tampico                    | México         | Expo Tampico                                |  |
| 1 de diciembre   | Aguascalientes             | México         | Palenque de la Feria                        |  |
| 7 de diciembre   | Cancún                     | México         | Plaza de Toros                              |  |
| 8 de diciembre   | Monterrey                  | México         | Auditorio citiBanamex                       |  |
| 13 de diciembre  | Tuxtla Gutierrez           | México         | Palenque de la Feria                        |  |
| 15 de diciembre  | Mexicali                   | México         | Palenque del FEX                            |  |
| 2019             |                            |                |                                             |  |
| 1 de febrero     | Seattle                    | Estados Unidos | Moore Theatre                               |  |
| 2 de febrero     | Portland                   | Estados Unidos | Keller Auditorium                           |  |
| 3 de febrero     | Salt Lake City             | Estados Unidos | Capitol Theatre                             |  |
| 16 de febrero    | Ciudad Guzmán              | México         | Lienzo Charro                               |  |
| 23 de febrero    | Jalostotitlán              | México         | Palenque Jalostotitlán                      |  |
| 1 de marzo       | Veracruz                   | México         | Macroplaza del Malecón                      |  |
| 5 de marzo       | La Paz                     | México         | Kiosko del Malecón                          |  |
| 10 de marzo      | Suchiate                   | México         | Estadio Plan Alemán                         |  |
| 16 de marzo      | Los Mochis                 | México         | Centro de Usos Múltiples                    |  |
| 29 de marzo      | Irapuato                   | México         | Inforum                                     |  |
| 18 de abril      | Tampico                    | México         | Fiestas de Abril                            |  |
| 21 de abril      | Uruapan                    | México         | Tianguis Artesanal Orgánico                 |  |
| 28 de abril      | San Luis Potosí            | México         | FENAFE                                      |  |
| 1 de mayo        | Teapa                      | México         | Teatro al Aire Libre                        |  |
| 4 de mayo        | Tuxpan                     | México         | Terrenos de la Feria                        |  |
| 5 de mayo        | Pénjamo                    | México         | Fiestas de Mayo                             |  |
| 7 de mayo        | Zacatecas                  | México         | Plaza de Toros                              |  |
| 9 de mayo        | Oaxaca                     | México         | Auditorio Guelaguetza                       |  |
| 11 de mayo       | Monterrey                  | México         | Domo Care                                   |  |
| 14 de mayo       | Hermosillo                 | México         | Palenque Expogan                            |  |
| 17 de mayo       | Colima                     | México         | Festival del Volcán                         |  |
| 18 de mayo       | Puebla                     | México         | Auditorio BUAP                              |  |
| 25 de mayo       | León                       | México         | Domo de la Feria                            |  |
| 14 de septiembre | Tijuana                    | México         | Palenque de la Feria                        |  |
| 15 de septiembre | Tuxtla Gutierrez           | México         | Parque Central                              |  |
| 20 de septiembre | Uriangato                  | México         | Callejón de la Feria                        |  |
| 22 de septiembre | Ciudad de México           | México         | Auditorio Nacional                          |  |
| 26 de septiembre | Pachuca                    | México         | Feria San Francisco                         |  |
| 17 de octubre    | Guadalajara                | México         | Fiestas de Octubre                          |  |
| 22 de octubre    | Aguascalientes             | México         | Aniversario de la Ciudad                    |  |
| 25 de octubre    | Ciudad Victoria            | México         | Feria Tamaulipas                            |  |
| 16 de noviembre  | Culiacán                   | México         | Palenque Culiacán                           |  |
| 23 de noviembre  | Tulum                      | México         | Cenotes Casa Tortuga                        |  |
| 24 de noviembre  | Xmatkuil                   | México         | Feria Yucatán                               |  |
| 15 de diciembre  | Querétaro                  | México         | Feria Internacional de Querétaro            |  |

## Fechas Canceladas
| Fecha         | Ciudad   | Lugar                             | Razón                       |
| ------------- | -------- | --------------------------------- | --------------------------- |
| 20 de octubre | Mexicali | Fiestas del Sol, Palenque del FEX | Incumplimiento del promotor |